# S.S.D. Sapri Calcio
Società Sportiva Dilettante Sapri Calcio, thường được gọi là Sapri, là một câu lạc bộ bóng đá Ý nằm ở Sapri, Campania. Màu sắc của đội là toàn màu xanh.

## Lịch sử
Câu lạc bộ được thành lập vào năm 1928.

### Loại trừ khỏi bóng đá
Vào tháng 4 năm 2011, tài sản của câu lạc bộ đã bị chính quyền thu giữ trong một cuộc đột kích các tài sản mafia bị nghi ngờ.
Vào mùa hè năm 2011 đội không kháng cáo loại trừ Covisod khỏi Serie D và nó đã bị loại khỏi tất cả bóng đá.

## Danh hiệu
- Coppa Italia Serie D
  - Vô địch (1): 2008-09